# Ратхис
Ратхис (лат. Ratchis; умер после 757) — герцог Фриуля (739—744) и король лангобардов (744—749 и 756—757), сын герцога Фриуля Пеммо и Ратперги. Женился на Тассии.

## Биография
Ратхис стал королём лангобардов в 744 году после свержения Гильдепранда.
В 749 году Ратхис по неизвестным причинам напал на Пентаполис и осадил Перуджу. Узнав об этом, папа римский Захарий отправился к королю в лагерь и убедил его снять осаду с города. Тогда же Ратхис объявил, что отрекается от престола и уходит в монастырь. Вскоре король, его жена Тассия и их дочь Раттруда у гроба святого Петра сняли с себя свою мирскую одежду, после чего папа облёк их в монашеские рясы. Затем Ратхис отправился в аббатство Монтекассино.
После смерти своего брата Айстульфа в 756 году он снова попытался вернуть себе власть над Лангобардским королевством, но был разбит Дезидерием и снова ушёл в монастырь.